# Antoni Vila i Arrufat
Antoni Vila i Arrufat (Sabadell, Vallès Occidental, 20 d'octubre de 1894 - Barcelona, 18 de setembre de 1989) fill del pintor Joan Vila i Cinca fou un pintor i gravador i muralista català, pare del pintor i vitraller Joan Vila Grau. Vila i Arrufat va ser cofundador de la Colla de Sabadell mentre que el seu pare havia fundat l'Acadèmia de Belles Arts de Sabadell l'any 1876.

## Biografia
Es va formar principalment amb el seu pare i a l'escola Llotja de Barcelona, per acabar els seus estudis a la Reial Acadèmia de Belles Arts de San Fernando a Madrid, gràcies a una beca concedida per l'Ajuntament de Sabadell.
Va rebre una pensió de l'Ajuntament de Sabadell i viatjà a París i a Itàlia, on va rebre la influència de Mela Mutermilch.
Amb tot just vint anys, figura entre els artistes que van participar en la contraexposició de caràcter acadèmic que l'Acadèmia de Belles Arts de Sabadell va organitzar l'any 1915 a l'antic teatre de la Lliga Regionalista, com a resposta i confrontació amb les idees de l'exposició Art Nou Català que simultàniament es presentava a la ciutat.
El 1919 exposà a les Galeries Laietanes de Barcelona, però va viure fins al 1920 a París, on dibuixà paisatges urbans. El 1921 l'Ajuntament de Sabadell li va atorgar una segona pensió per ampliar estudis a l'estranger.
Tornà a Barcelona i exposà individualment a les galeries El Camarín (1922) i Syra (1932), alhora que participava en algunes exposicions col·lectives. Va participar també amb il·lustracions en l'Almanac de les Arts de 1924, on també es van reproduir en color un fragment d'un retrat i un monotip, i al de 1925, en el qual es va reproduir una maternitat.
Però al seu retorn es va dedicar sobretot a la pintura mural, especialment amb temes religiosos. com els primers plafons que va pintar representant sant Cosme i sant Damià, per a la farmàcia Benessat de Sabadell i per al Santuari de la Salut d'aquesta mateixa ciutat o l'altar del Santíssim a l'església de la Trinitat de Vilafranca del Penedès l'any 1935.
Després de la Guerra Civil va participar en l'Exposición de Arte Sacro de Vitoria de 1940, en la Biennal de Venècia (1940 i 1952) i en l'Exposició Nacional de Belles Arts de Madrid. El 1942 va rebre la medalla d'honor de l'Exposició Nacional de Barcelona, i el 1948 la primera medalla de gravat a la de Madrid per El sopar. El 1954 exposà individualment a Buenos Aires i Rosario (Argentina), i més tard ho va fer a Barcelona (1971, 1979, 1980) i a Sabadell (1974, 1978, 1979). Ha fet murals a Sabadell, Vilafranca del Penedès, Terrassa, Sant Sebastià de Montmajor, El Escorial i Barcelona. La seva obra es caracteritza per la nitidesa i serenitat noucentista de l'ambient, centrada sovint en figures i maternitats. Uns dels seus murals més reconeguts són els que va executar per a la Sala de Comissions de la Casa de la Ciutat de Barcelona l'any 1950.
Del 1949 al 1958 fou catedràtic de gravat a l'Escola Superior de Belles Arts de Sant Jordi de Barcelona, i també fou membre de la Reial Acadèmia Catalana de Belles Arts de Sant Jordi i de la Reial Acadèmia de Belles Arts de San Fernando. Igualment, fou president honorari de l'Acadèmia de Belles Arts de Sabadell. El 1983 va rebre la Creu de Sant Jordi de la Generalitat de Catalunya.
El Museu Nacional d'Art de Catalunya a Barcelona, disposa de diverses obres de l'artista. També es conserven obres d'Antoni Vila Arrufat a la Fundació Palau de Caldes d'Estrac, a la Col·lecció Gelonch Viladegut, al Museu d'Art Contemporani de Barcelona (MACBA), al Museu d'Art de Sabadell, al Museu Abelló de Mollet del Vallès i a la Reial Acadèmia Catalana de Belles Arts de Sant Jordi.

## Obres
- Mural de l'altar de Sant Sebastià al Gremi de Fabricants de Sabadell (1925).
- Mural de l'altar de la Mare de Déu de Montserrat, Parròquia de la Puríssima de Sabadell (1928).[15]
- Plafons per al pavelló de Sabadell de l'Exposició Internacional de Barcelona (1929).[15]
- Murals de la capella de la pietat de Sant Vicenç de Jonqueres, Sabadell (1930).[15]
- Murals de la capella del Santíssim de la parròquia de la Santíssima Trinitat de Vilafranca del Penedès (1935).[15]
- Murals de l'absis de la parròquia de l'Esperit Sant de Terrassa (1942).[15]
- Primera fase dels murals del Santuari de la Mare de Déu de la Salut de Sabadell (1944).[15]
- Retrat de l'abat Marcet, al Museu de Montserrat (1944).
- Decoració mural del saló principal de la Casa Bartomeu, anomenada El Jardí dels Tarongers[16]
- Murals de la parròquia de Sant Sebastià de Montmajor (1950).[15]
- Murals de la capella del Santíssim de la parròquia de la Puríssima de Sabadell (1952).[15]
- Murals de la capella particular d'A. Enrich Valls, a San Lorenzo del Escorial (1957).[15]
- Segona fase dels murals del Santuari de la Mare de Déu de la Salut de Sabadell (1959).[15]
- Mural de la Sala de la Ciutat de l'Ajuntament de Barcelona (1964).
- Josefina Grau, muller de l'artista

## Exposicions[17]

### Exposicions individuals
- 1919. Galeries Laietanes de Barcelona.
- 1922. El Camarín, Barcelona.
- 1932. Galeries Syra, Barcelona.
- 1934. Galeries Syra, Barcelona.
- 1940. Faianç Català, Barcelona.[15]
- 1945. Caixa d'Estalvis de Sabadell.[18]
- 1954. Buenos Aires i Rosario de Santa Fe, Argentina.[15]
- 1971. Sala Parés, Barcelona.[19]
- 1974. A. Vila Arrufat. Exposició antològica, primera època. Sabadell, Acadèmia de Belles Arts.
- 1995. A Vila Arrufat. Obra de 1912 a 1942. Barcelona, Palau Moja.
- 2015. Antoni Vila Arrufat. Exposició de gravats. Sabadell, Acadèmia de Belles Arts.[20]
- 2016. Antoni Vila Arrufat. Art gràfic a Sabadell. Sabadell, Museu d'Art de Sabadell.[21]

### Exposicions col·lectives
- 1915. Exposició 1915. Acadèmia de Belles Arts de Sabadell, antic teatre Lliga Regionalista de Sabadell.[22]
- 1917. Exposició de pintura local. Acadèmia de Belles Arts de Sabadell.[23]
- 1918. Exposició d'Art. Palau de Belles Arts, Barcelona. Obres: Retrat (núm. cat. 823).[23][24]
- 1921. Exposició de l'Acadèmia de Belles Arts.[5]
- 1922. Exposició Acadèmia de Belles Arts de Sabadell.[25]
- 1923. Exposició de pintura del concurs Plandiura, Barcelona.[15]
- 1923. Exposició Acadèmia de Belles Arts de Sabadell.[26]
- 1924. Exposición Nacional de Madrid.[15]
- 1925. Exposició Acadèmia de Belles Arts de Sabadell. Hi presenta un paisatge.[27]
- 1925. Primera Exposició Art Litúrgic. Sala Parés, Barcelona.[15][23]
- 1926. Saló de Tardor. Sala Parés, Barcelona.[23]
- 1928. II Exposició d'art litúrgic. Círcol Artístic, Barcelona.[23]
- 1930. Exposició d'obres de la col·lecció d'en Ferran Benet. Galeries Laietanes, Barcelona.[23]
- 1930. Exposició del paisatge del Vallès. Casino de Granollers.[23]
- 1931-1932. Concurs de Pintura. Montserrat vist pels pintors catalans. Palau de les Arts Decoratives, Barcelona.[23]
- 1931. Pinacoteca del Montestir de Montserrat.[15]
- 1931. Fira d'Art. Sala Parés, Barcelona.[23]
- 1932. Biennal de Venècia.[15]
- 1932. Exposició de Primavera. Palau Nacional, Barcelona.[23]
- 1932. Fira del dibuix. Galeria Syra, Barcelona.[23]
- 1932. Exposició inaugural de la temporada 1932-33. Galeria Syra, Barcelona.[23]
- 1933. Exposició de Primavera. Palau de Projeccions, Barcelona.[23]
- 1933. Exposició del Nu organitzada pel Círcol Artístic. Vestíbuls dels soterranis dels Ferrocarrils Catalans, Barcelona.[23]
- 1934. Exposición Nacional de Madrid.[15]
- 1934. Amics del Gravat de Catalunya.[15]
- 1934. VI Exhibició de l'Institut Català de les Arts del Llibre. Sala Busquets, Barcelona.[23]
- 1934. Exposició de Primavera. Palau de Projeccions, Barcelona.[23]
- 1935. Exposició de Primavera. Saló d'Art Modern (Montjuïc), Barcelona.[23]
- Cap a 1935. El circ en les arts plàstiques. Galeria Syra, Barcelona.[23]
- 1936. Exposició Curs III: 1936. Escola Superior del Paisatge d'Olot.[23]
- 1936. Exposició Nacional de Belles Arts de Madrid. Obres: Sobremesa i Aguafuerte.[28]
- 1937. Exposició d'Art pro-Ajut Permanent a Madrid. Ateneu Socialista de Catalunya (Quatre Gats), Barcelona.[23]
- 1939. Exposición Arte Sacro, Vitoria.[15]
- 1940. Biennal de Venècia.[15]
- 1940. Exposición Nacional de Sevilla.[15]
- 1940. Retrats de nens, Cercle Artístic de Barcelona.[15]
- 1941. Exposición Nacional de Bellas Artes de Madrid. Obres: Autoretrato, La modista, Paisaje tempestuoso, Mi padre, Mater Dolorosa i Los jugadores.[8]
- 1942. Exposición Nacional de Bellas Artes de Barcelona.
- 1943. Acadèmia de Belles Arts de Sabadell.[18]
- 1944. Acadèmia de Belles Arts de Sabadell.[18]
- 1946. Mestres de la pintura catalana. Acadèmia de Belles Arts de Sabadell.[18]
- 1947. Arte Español, Buenos Aires.[15]
- 1948. Exposición Nacional de Bellas Artes de Madrid.[15]
- 1948. Acadèmia de Belles Arts de Sabadell.[18]
- 1952. Biennal de Venècia.
- 1952. Acadèmia Catòlica de Sabadell.[18]
- 1955. Segon Saló Biennal de Belles Arts. Caixa d'Estalvis de Sabadell.[18]
- 1959. Quart Saló Biennal de Belles Arts. Caixa d'Estalvis de Sabadell.[18]

## Premis i reconeixements
- 1924. Tercera medalla a l'Exposición Nacional de Madrid.[15]
- 1926. Menció honorífica al concurs de cartells per homenatjar la vellesa de la Caixa de Pensions (Barcelona).[29]
- 1934. Segona medalla de pintura i segona medalla d'art decoratiu a l'Exposición Nacional de Madrid.[15]
- 1934. Premi únic dels Amics del Gravat de Catalunya.[15]
- 1940. Primer premi de l'exposició Retrats de nens. Cercle Artístic de Barcelona.[15]
- 1942. Medalla d'Honor a l'Exposición Nacional de Bellas Artes de Barcelona. Obra Reposo.[30]
- 1948. Primera medalla de gravat a l'Exposición Nacional de Bellas Artes de Madrid.[15]
- 1954. Premi Valdés Leal, Sevilla.[15]
- 1954. Medalla Joan Vila Cinca de l'Acadèmia de Belles Arts de Sabadell.[15]
- 1957. Medalla Ciutat de Sabadell.[15]
- 1958. Medalla Ciutat de Terrassa.[15]
- 1983. Creu de Sant Jordi de la Generalitat de Catalunya.